# 신마
신마(新馬, Griffin, Remount)는 만 2세 이상으로 새로 경마에 출주하는 말이다. 신마는 출전 때나 사양에 무리가 없도록 점진적으로 그 실력을 신장토록 하여야 한다.